# Proboštov
Proboštov (en allemand : Probstau) est une commune du district de Teplice, dans la région d'Ústí nad Labem, en République tchèque. Sa population s'élevait à 2 682 habitants en 2021.

## Géographie
Proboštov se trouve à 3 km au sud du centre de Teplice — et fait partie de son agglomération —, à 16 km à l'ouest d'Ústí nad Labem et à 79 km au nord-ouest de Prague.
La commune est limitée par Krupka au nord et au nord-est, par Teplice à l'est et au sud, et par Novosedlice et Dubí à l'ouest.

## Histoire
La première mention écrite du village remonte à 1350.

## Patrimoine
Chapelle Saint-Antoine

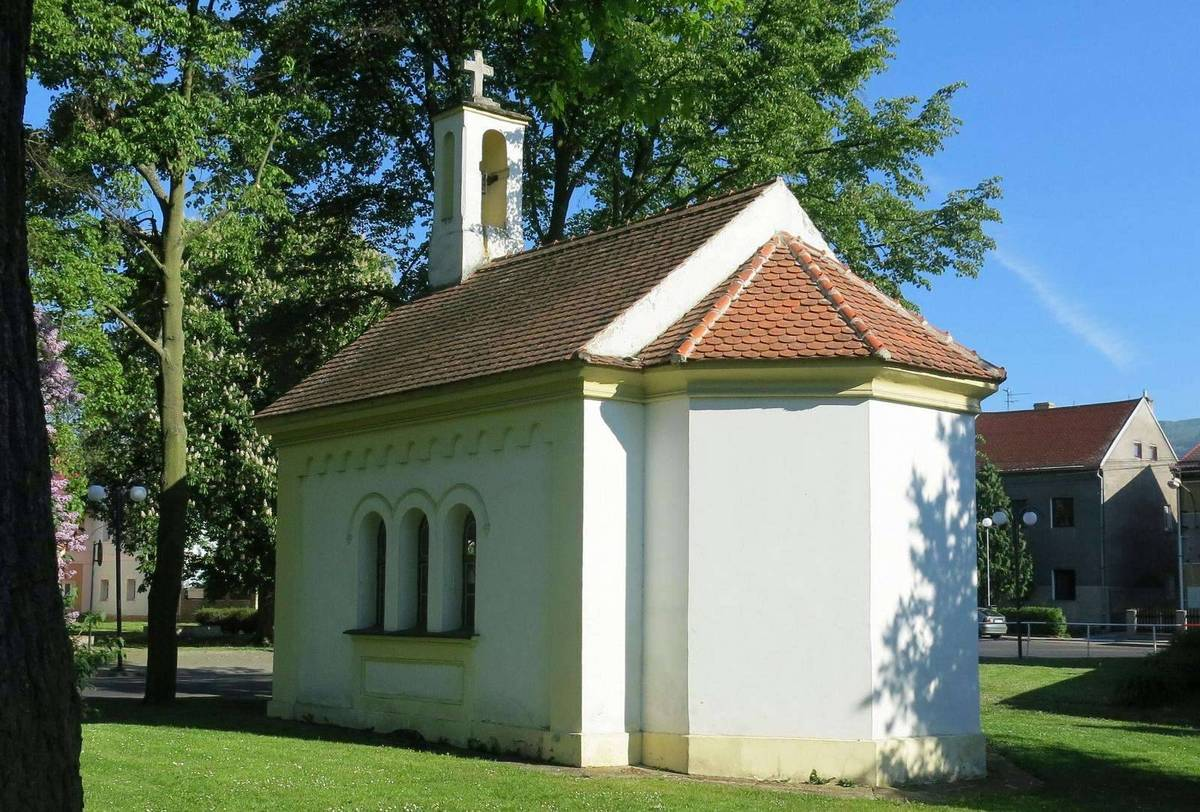
Chapelle Saint-Antoine.
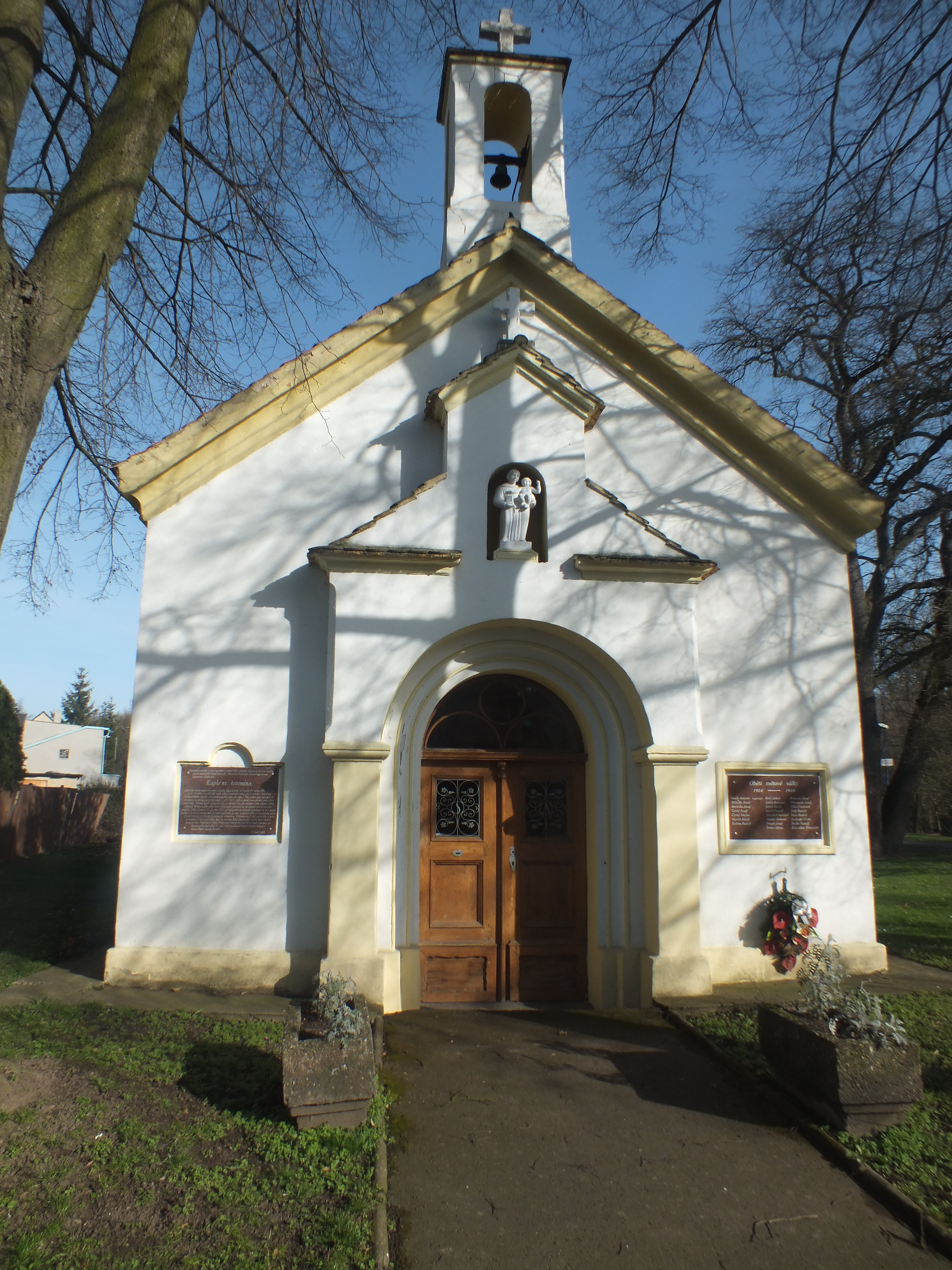
La façade.

## Transports
Par la route, Proboštov se trouve à 4 km du centre de Teplice, à 19 km d'Ústí nad Labem et à 94 km de Prague.